# تارو اورابه
تارو اورابه (انگلیسی: Taro Urabe؛ زادهٔ ۱۱ ژوئیهٔ ۱۹۷۷) بازیکن فوتبال اهل ژاپن است.
از باشگاه‌هایی که در آن بازی کرده‌است می‌توان به باشگاه فوتبال سرزو اوساکا اشاره کرد.